# Kuta Tinggi (Badar)
Kuta Tinggi is een bestuurslaag in het regentschap Aceh Tenggara van de provincie Atjeh, Indonesië. Kuta Tinggi telt 821 inwoners (volkstelling 2010).